# Anys de plom (Itàlia)
Els anys de plom (en italià: anni di piombo) és un terme utilitzat per a referir-se al període d'agitació social i política a Itàlia que va durar des de finals de la dècada del 1960 fins a finals de la dècada del 1980, marcat per un clima d'enfrontaments violents entre l'extrema esquerra i l'extrema dreta. En conjunt, en nou diferents atemptats i massacres hi va haver 216 morts i 688 ferits.
Sovint es considera que els anys de plom van començar amb les vagues de la tardor calenta de 1969, la mort del policia Antonio Annarumma el novembre de 1969, l'atemptat de la Piazza Fontana el desembre del mateix any, que va matar 17 persones a Milà i va ser perpetrat per militants d'extrema dreta, i la posterior mort aquell mateix mes del treballador anarquista Giuseppe Pinelli mentre es trobava sota custòdia policial sota sospita d'un delicte que no havia comès.

## Context
Hi va haver un conflicte social generalitzat i una onada d'actes terroristes sense precedents duts a terme per grups paramilitars de dreta i esquerra. L'intent de donar suport al govern de Fernando Tambroni-Armaroli per part del partit neofeixista Moviment Social Italià (MSI) va provocar disturbis. El malestar laboral generalitzat i la col·laboració de grups activistes estudiantils amb els treballadors de les fàbriques i les organitzacions d'esquerra radical com Potere Operaio i Lotta Continua van culminar en l'anomenada «tardor calenta» de 1969, una sèrie massiva de vagues a les fàbriques i centres industrials al nord d'Itàlia. Les vagues estudiantils i laborals, sovint dirigides per treballadors i joves marxistes, es van tornar cada vegada més habituals i sovint van desencadenar en enfrontaments entre la policia i els manifestants.

## Desenvolupament
Les protestes públiques van sacsejar Itàlia durant el 1969, amb el moviment estudiantil autònom essent particularment actiu, fet que va portar a l'ocupació de la fàbrica d'automòbils Fiat Mirafiori de Torí. El 19 de novembre de 1969, Antonio Annarumma, un policia milanès, va ser assassinat durant un motí per manifestants d'extrema esquerra. Va ser el primer funcionari en morir en l'onada de violència.
El Monument a Víctor Manuel II, la Banca Nazionale del Lavoro a Roma, la Banca Commerciale Italiana i la Banca Nazionale dell'Agricoltura a Milà van ser objecte d'atemptats al desembre. La policia va arrestar una vuitantena de sospitosos de grups d'esquerra, entre ells Giuseppe Pinelli i Pietro Valpreda. Després de la mort en estranyes circumstàncies de Giuseppe Pinelli el 15 de desembre mentre estava sota custòdia policial, el diari esquerrà Lotta Continua va iniciar una campanya acusant l'oficial de policia Luigi Calabresi de l'assassinat de Pinelli. El 1975, Calabresi i altres policies van ser absolts pel jutge Gerardo D'Ambrosio, que va considerar que la caiguda de Pinelli per la finestra de la comissaria es va deure al fet que es va trastornar i va perdre l'equilibri. L'anarquista Valpreda i cinc persones més van ser empresonades per l'atemptat de la Piazza Fontana. Posteriorment van ser posats en llibertat després de tres anys de presó preventiva. Més endavant, dos neofeixistes, Franco Freda i Giovanni Ventura, van ser acusats de ser els organitzadors de la massacre de la Piazza Fontana. El 1987 van ser absolts per la Cort Suprema per falta de proves.
Les Brigades Roges van ser fundades l'agost de 1970 per Renato Curcio i Margherita «Mara» Cagol, que s'havien conegut a la Universitat de Trento i després es van casar, i Alberto Franceschini.

### La dècada del 1970
El 31 de maig de 1972, tres carabinieri van morir a Peteano en un atemptat, atribuït a Lotta Continua. Posteriorment, agents dels carabinieri van ser acusats i condemnats per manipular les investigacions judicials. El jutge Felice Casson va identificar el membre de l'organització neofeixista Ordine Nuovo, Vincenzo Vinciguerra, com el responsable d'haver col·locat la bomba a la massacre de Peteano.
Vinciguerra declarà a que aquesta operació de falsa bandera per a culpar les Brigades Roges tenia com a objectiu obligar l'Estat italià a declarar l'estat d'emergència i instaurar un règim autoritari. Vinciguerra va explicar que havia rebut protecció del Servizio per le Informazioni e la Sicurezza Militare facilitant-li fugir a l'Espanya franquista.
Els partits del govern, la Democràcia Cristiana, el Partit Socialista, el Partit Socialista Democràtic, el Partit Republicà i el Partit Liberal, amb el suport del Partit Comunista, van arribar a un acord polític per elaborar una sèrie de lleis per afrontar la situació de crisi que el país estava vivint. L'anomenada «emergència terrorista» va provocar una involució policial de l'Estat italià amb una disminució de les llibertats constitucionals i més poders per a les forces policials.